# Pau de Schönbrunn

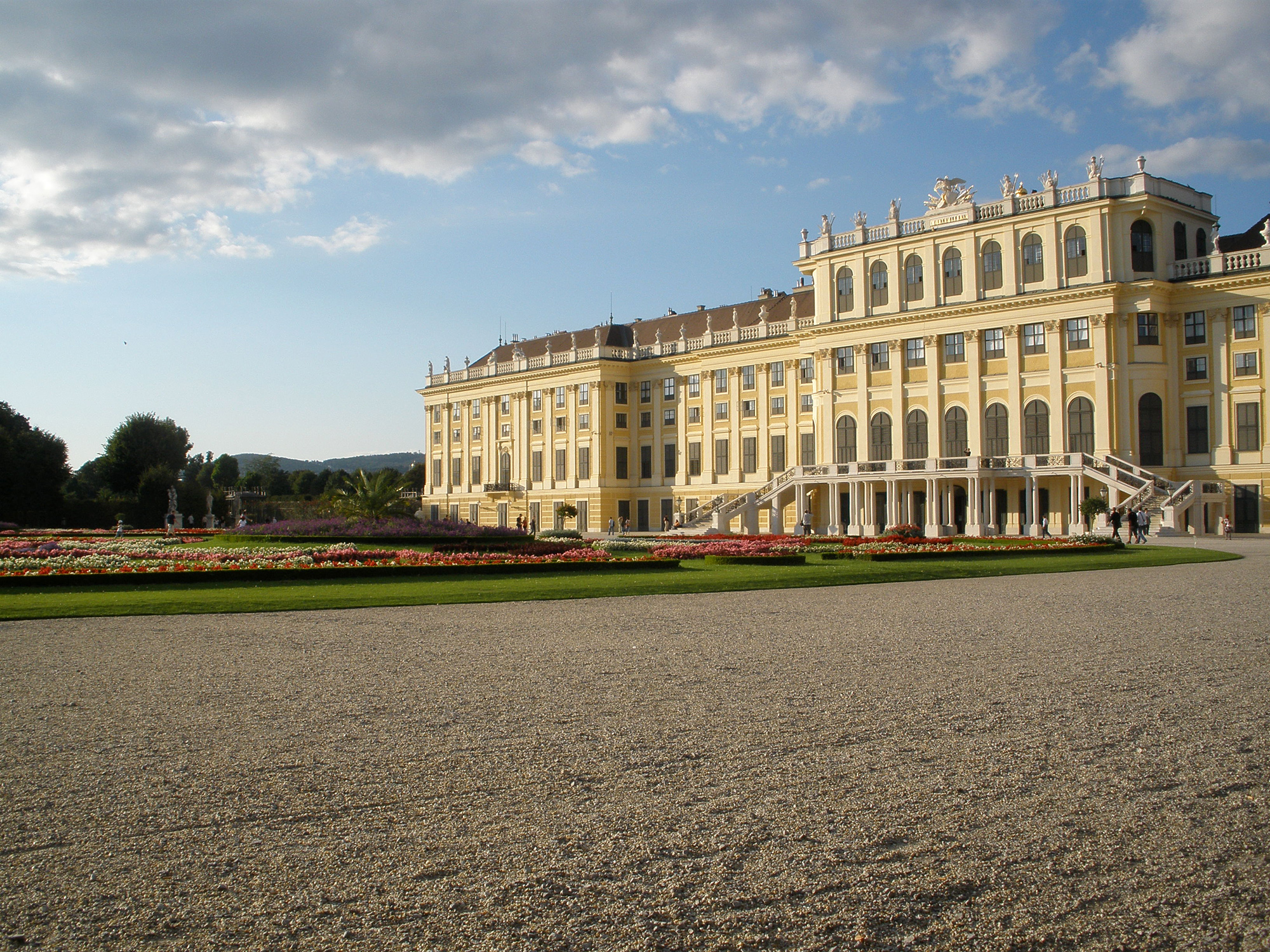
Palau de Schönbrunn, on va ser signada la pau entre França i Àustria-Hongria.

La Pau de Schönbrunn va ser signada entre França i l'Imperi Austríac el 14 d'octubre de 1809, posant fi a la guerra de la Cinquena Coalició durant el període de les Guerres Napoleòniques. Va ser signat en el castell-palau del mateix nom situat en Viena, que és avui una de les majors atraccions turístiques i culturals d'Àustria.

## Antecedents
L'emperador Francesc I d'Àustria intentà imitar l'exemple espanyol de resistència i feu una proclama als pobles germànics al maig perquè s'alcessin contra l'ocupació napoleònica. La crida no va tenir gaire èxit, després d'una victòria a la batalla d'Aspern, a prop de Viena, Àustria va ser definitivament vençuda en la batalla de Wagram gràcies als exèrcits polonesos, aliats amb el rus que van ajudar França en aquest cas.

## El tractat
Ratificant el Tractat de Tilsit de 1807 que dividia Europa en àrees d'influència occidental i oriental, França va imposar dures condicions per a la pau. Àustria havia de reconèixer les anteriors conquestes de Napoleó Bonaparte, així com al seu germà Josep Bonaparte com a rei d'Espanya. Àustria es va veure al mateix temps obligada a cedir el Tirol del nord a Baviera i el del sud a Venècia, Salzburg passava també a Baviera, parts de Polònia al Gran Ducat de Varsòvia, així com Trieste i Dalmàcia (les províncies il·líriques), al sud del riu Sava, a França. També va haver de pagar una elevada indemnització econòmica. Àustria va perdre 67.000 km², amb 3,5 milions d'habitants germànics, alhora que el seu exèrcit quedava limitat a un màxim de 150.000 homes.

## Conseqüències
Després de la derrota d'Austria a la Cinquena Coalició, Napoleó pogué destinar més tropes a la guerra peninsular, on l'activitat guerrillera continuava, i s'intentaria una nova invasió de Portugal.

## Altres tractats
El 1963, el President dels Estats Units John Kennedy i el Primer Ministre soviètic Nikita Khrusxov es van trobar així mateix en aquest palau per fer passos significatius cap a la prohibició de les proves nuclears atmosfèriques.